# Négociant en vin
Le négociant en vin est, avec le caviste, l'un des intermédiaires possibles entre le vigneron et le consommateur.
Son activité consiste à :
- assembler des vins de producteurs différents pour proposer sur le marché des volumes supérieurs à ce qu'un vigneron peut avoir.
- sélectionner les « meilleurs vins », tout au long des années ;
- proposer ses vins aux acheteurs professionnels (négociants, restaurateurs, acheteurs étrangers, etc.) ou aux acheteurs particuliers.
- afin de s'assurer d'une homogénéité de vins, certains négociants achètent aussi du raisin à la remorque, voire à la parcelle, se chargeant de le vinifier.

Depuis l'apparition d'internet, la vente par correspondance semble favoriser son activité.

## Historique

### Antiquité

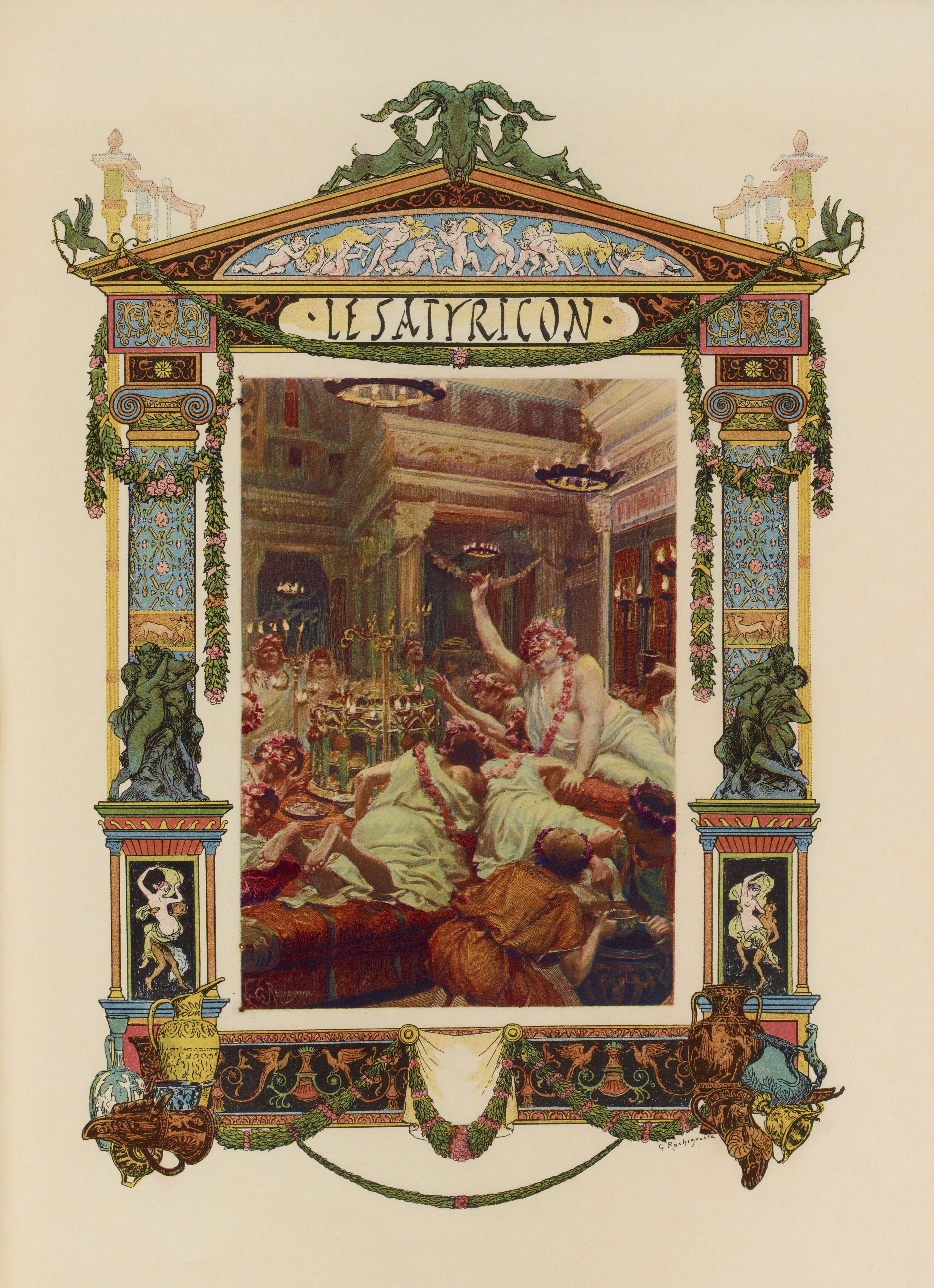
Le banquet de Trimalcion.

Pétrone, dans son Satyricon, brosse un portrait sans concession d'un négociant en vin sous le règne de Néron. Trimalcion, esclave affranchi, a fait fortune en affrétant des bateaux pour importer du vin à Rome. Il explique :

« J'équipai cinq navires ; je les chargeai de vin ; c'était alors de l'or en barre ; je les envoyai à Rome. On aurait cru que j'en avais donné l'ordre : tous cinq font naufrage ! Vous croyez que là-dessus je lâche la partie ! Pas du tout ! Cette perte m'avait mis en goût ; comme si de rien n'était, j'en construis d'autres plus grands, et plus forts, et plus beaux. Vous savez que plus un navire est gros, plus vaillamment il lutte contre les vents. Je charge une nouvelle cargaison : du vin, du lard, des fèves, des parfums de Capoue, des esclaves. Les affaires vont vite quand les dieux veulent. En un seul voyage je gagnai une somme ronde de dix millions de sesterces. Je commence par racheter toutes les terres qui avaient appartenu à mon maître ; je me fais bâtir une maison, j'achète des bêtes de somme pour les revendre. Tout ce que je touchais croissait comme champignons. »

### Moyen Âge

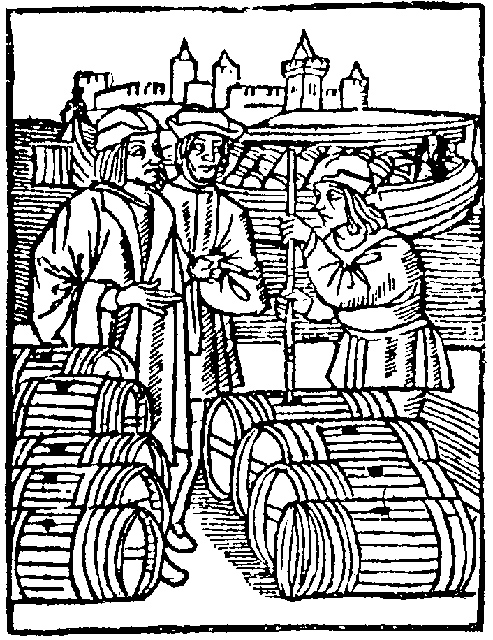
Marchands de vin au XVe siècle.

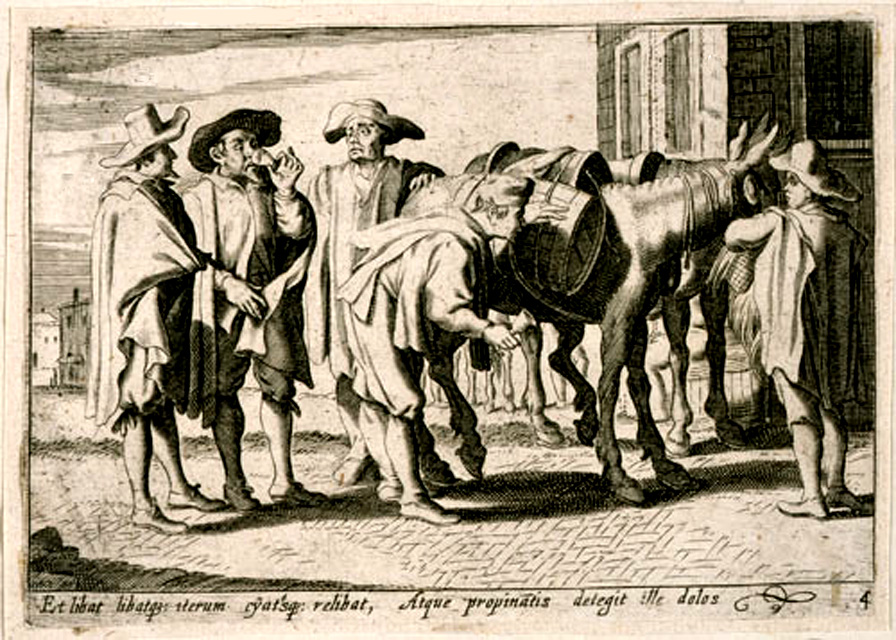
Marchand vin ambulant par Cornelis de Wael.

La viticulture et le commerce du vin durant toute l'époque médiévale dépendirent de l'Église. Tous les évêques font en sorte d'assurer l'approvisionnement de leurs diocèses en vin, soit en y faisant planter des vignes, soit en faisant venir leurs vins d'autres vignobles réputés. Cette dernière solution demandait des moyens de transport peu onéreux. Seules les rivières et la mer permettaient de transporter à un coût raisonnable. Dans ce type de commerce seuls les vins de qualités vont s'imposer.
Dès le haut Moyen Âge, il y eut des tentatives plus ou moins avortées d'introduire une viticulture dans des pays où le raisin avait peine à atteindre sa pleine maturité. Le cas du comté de Hainaut est exemplaire à cet égard. Les comtes réussirent à maintenir quelques domaines viticoles à Valenciennes et à Mons. En dépit des soins minutieux qui étaient apportés au vignoble, celui-ci eut toujours plus tendance à fournir du verjus que du vin. Quelques vignobles monastiques, dont celui de Bonne-Espérence, semblent avoir eu un terroir plus propice à Ath, qui produisait du vin en 1479, et à Huy, dans la vallée de la Meuse, qui resta en production jusqu'en 1914.
Dans le même temps, grâce à la proximité de vignobles au terroir viticole mieux exposé et se trouvant assez proches géographiquement, les abbayes et les chapitres canoniaux devinrent propriétaires de ces domaines viticoles plus privilégiés.
Le chapitre de Sainte-Aldegonde de Maubeuge eut un vignoble à Soissons, le prieuré d'Aymerie un domaine à Laon, l'abbaye de Liessies dans ces deux secteurs. Cette pratique eut un temps qui, au cours du bas Moyen Âge, ne résista pas à la guerre de Cent Ans. Plutôt que de s'encombrer à continuer d'exploiter pour leur compte des domaines lointains, les ecclésiastiques jugèrent préférable d'acheter leurs vins à l'exemple des moines de Liessies qui se fournirent à Avesnes, Chimay et Laon en 1405.
L'abbaye de Maroilles renonça, elle aussi, à ses domaines viticoles dans le Vermandois, en particulier à ceux de Mézières-sur-Oise, qu'elle possédait depuis le haut Moyen Age. À partir des années 1419-1420, elle se mit à acheter ses vins. Elle mandata, pour cela, Outard, un négociant en vins, qui se fournit à Nouvion, en 1419, puis, en 1420, il se procura à nouveau des vins à Nouvion et à Valenciennes, tandis qu'un serviteur de l'abbaye en fut chercher à Braye-en-Laonnois.
Ce mouvement porte déjà en lui la prépondérance sur le marché de l'Europe du Nord de négociants en vins capables de sélectionner des domaines viticoles produisant des vins au goût de leur clientèle. Cette pratique était déjà celle de l'Angleterre avec le Bordelais depuis 1242 et l'imposition du claret. Elle fut celle de la Hollande au XVIe siècle avec leur prédilection pour des vins de chaudière issus du vignoble nantais (Marcel Lachiver), et au XVIIIe siècle de la Suisse qui n'achetait que des vins distillés dans la basse vallée du Rhône car ils n'étaient pas soumis aux mêmes droits de péage en remontant le fleuve (Robert Bailly). Elle porta quelques fois des fruits inattendus, en particulier à Monbazillac, quand les Hollandais découvrirent les premiers vins liquoreux et ne voulurent plus, dès lors, que ce type de production (Hugh Jonhson).

### Période moderne

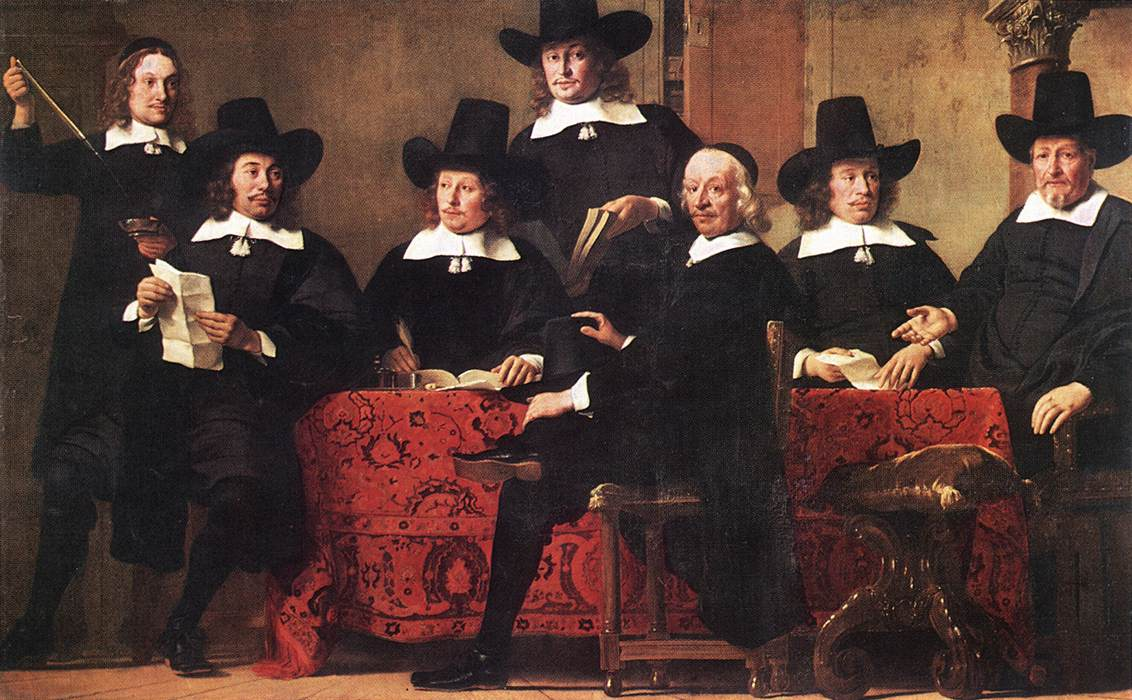
Ferdinand Bol, Gouverneurs de la Guilde des négociants en vin d'Amsterdam, 1663.

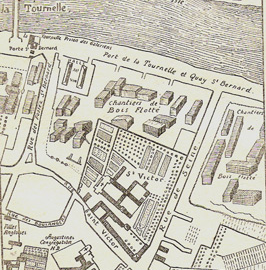
L'abbaye Saint-Victor et la halle aux vins en 1734.

À Paris, la halle aux vins est due à une initiative du cardinal Mazarin. Elle fut installée sur des terrains acquis dès 1663 près de la porte Saint-Bernard et entra en fonction en 1665. La halle était ouverte à tous les marchands de vins, forains compris, contre une redevance d'une demi-livre par muid. Mieux agencée et mieux placée sur la Seine, elle remplaça le port de la Tournelle, tout proche, où jusqu'alors, les marchands de vins de Paris faisaient décharger et entreposer leurs vins.
À la même période, le tableau de Ferdinand Bol représente les gouverneurs de la Guilde des négociants en vin d'Amsterdam. Ils posent en pied et « tiennent un livre ou des papiers, brandissent les attributs de leur fonction (la pipette servant à verser le vin tiré du tonneau), affichent un air distrait. Figés, engoncés dans leur quasi-soutane, moulés dans la cire du musée Grévin ».

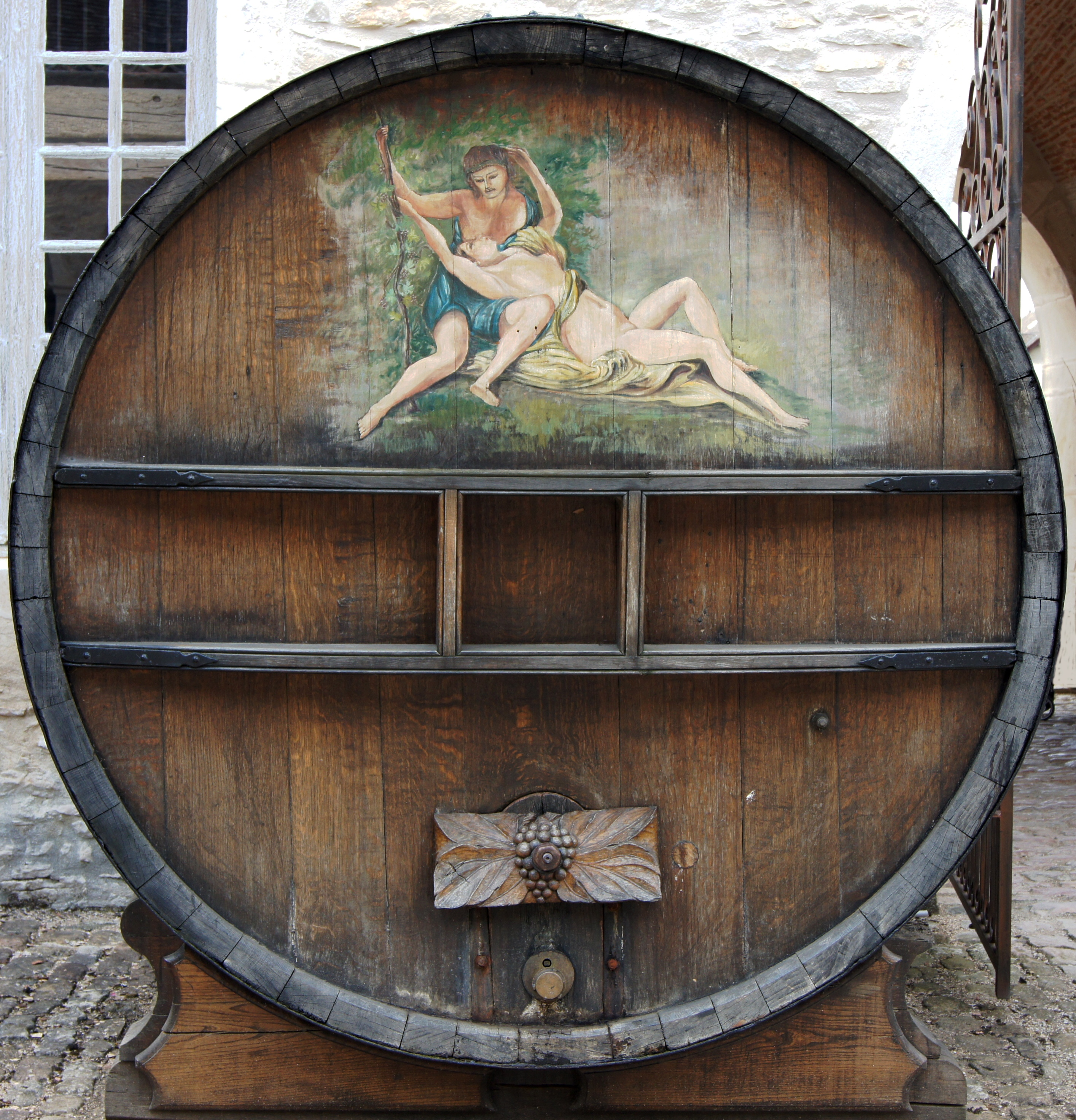
Tonneau de pommard.

Acheminé par la Seine, les fûts transitaient à Bercy pour la mise en bouteilles. Ces entrepôts de Bercy furent même déclarés d’utilité publique en 1880. Héritée des anciennes mesures médiévales, la disparité des tonneaux dans lesquels le négoce achetait ses vins n'avait pas été abolie sous la Révolution. Elle perdura jusqu'au milieu du XIXe siècle. Les négociants en vin de Paris, par l'intermédiaire de leur hebdomadaire, nouvellement créé, Le Journal de Bercy et de l'Entrepôt. Le Moniteur Vinicole, lancèrent une pétition à l'adresse de Napoléon III, qui fut publiée le 6 octobre 1856. Au nom des principaux propriétaires et négociants de France, ils demandaient à l'empereur « l'unité des mesures de jaugeage des vins » et l'application du système métrique sur les contenants dont les volumes variaient « d'une contrée viticole à l'autre et souvent dans un même département ». Les pétitionnaires expliquaient qu'ils s'estimaient frustrés, chaque année, d'environ 1 000 000 d'hectolitres et demandaient instamment l'application des textes de lois de 1793, 1812 et 1837.

### Période contemporaine

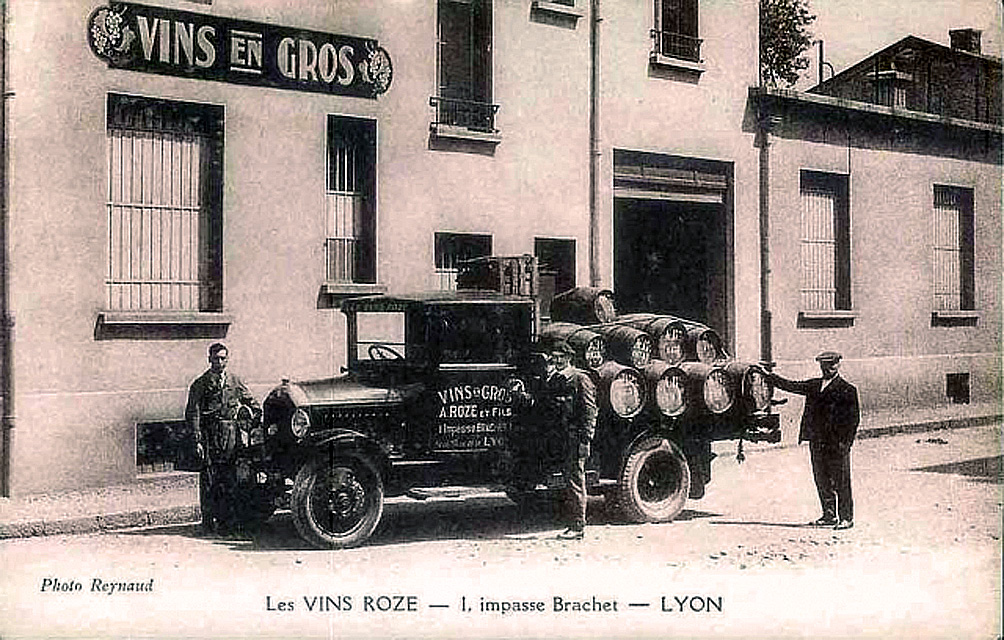
Négociant en vin à Lyon

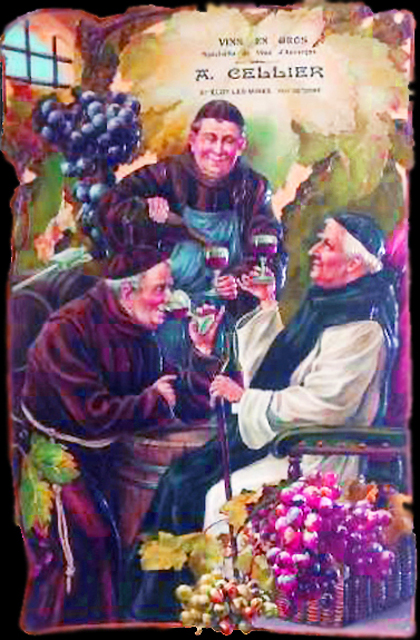
Panneau émaillé d'un négociant en vin, début XXe siècle

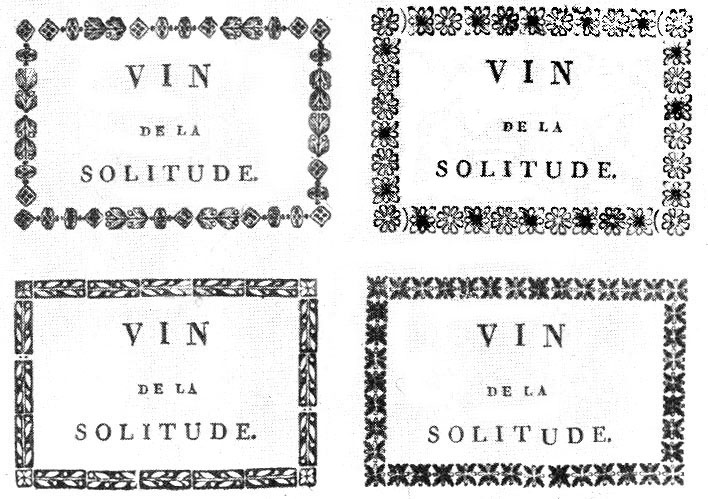
Étiquettes d'un négociant en vin d'Avignon, Domaine de La Solitude, années 1780

Les négociants, dans leurs chais, pratiquent des assemblages. Jusque dans les années 1960, ces produits sont de qualité douteuse. Mais le consommateur devient de plus en plus exigeant et privilégie la mise en bouteilles à la propriété, garantie de qualité. Les vins du Midi améliorés par le vin d'Algérie et vendus en vrac n'ont plus le vent en poupe (à l'exemple des vins Margnat ). Plus question par ailleurs d'améliorer un bourgogne avec un côtes-du-rhône ou de remonter son degré avec du vin d’Algérie,.
La garantie d'un vin en provenance directe de la propriété était apparue dès la fin du XVIIIe siècle. Paul Martin, propriétaire à Châteauneuf-du-Pape, tient aussi un commerce de vins à Avignon. Juste avant la Révolution, il fait imprimer un avis pour sa clientèle : « Le sieur Paul Martin, marchand demeurant à Avignon, Place Pie, Maison Amic, vend du vin vieux de sa campagne de Châteauneuf-Calcernier et dont le tènement n'est séparé de celui de La Nerte que par un chemin ; pour la facilité des personnes qui en désirent, il en a en bouteilles bien conditionné, en dame-jeannes et en tonneaux. Le désir de continuer et d'augmenter même la réputation de son vin, déjà connu sous le nom de Vin de la Solitude, est un sûr garant pour les personnes qui en désirent d'en avoir de la première qualité ».
Mais face à une viticulture de qualité, due aux possesseurs de grands et prestigieux domaines, les petits producteurs ne trouvaient leur salut que dans une course au rendement. Produire en quantité nécessite peu d'investissement et n'impose pas de financer le vieillissement de ses vins pour les bonifier. Marcel Lachiver a commenté : « Il faudra attendre le début du XXe siècle pour que, le vignoble français près de sa perte, les responsables de la IIIe République, de compagnie avec les plus courageux et les plus lucides vignerons, comprennent qu'il était nécessaire de mettre de l'ordre dans le paysage viticole français ».

## Formation

### En France
- le CAPA vigne et vin
- le BTSA techniques commerciales, boissons, vins et spiritueux
- un master marketing et commerce international du vin

### En Suisse
Il n'y a pas besoin de formation particulière.

## Emploi

### En France
- Syndicat des négociants en vin